# Patrick Chauvet (homme politique)
Cet article concerne un homme politique. Pour le prélat catholique, voir Patrick Chauvet.
Patrick Chauvet, né le 27 mars 1958, est un homme politique français. Il est sénateur de la Seine-Maritime depuis septembre 2020.

## Biographie
En 2001, il est élu maire de Buchy, puis maire de la commune nouvelle de Buchy en 2020,. Il quitte ce poste lorsqu'il est élu sénateur de la Seine-Maritime le 27 septembre 2020.